# Kōdai-in

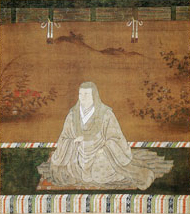
Porträt von Kōdai-in

Kōdai-in (japanisch 高台院; * 1540er; † 17. Oktober 1624 in Kyōto), auch Nene (ねね), One (おね) und Nei (ねい) genannt, war die Ehefrau des japanischen Regenten Toyotomi Hideyoshi.

## Leben
Sie wurde als zweitälteste Tochter von Sugihara Sadatoshi und Asahi-dono geboren. Ihr Geburtsjahr war entweder 1541 (Tenbun 10), 1548 (Tenbun 17) oder 1549 (Tenbun 18), wobei Letzteres am wahrscheinlichsten ist. Ebenso ist ihr Eigenname unbekannt. Dieser war Neneko (寧子) oder Yoshiko (吉子), wobei Toyotomi sie Nene (ねね oder 寧々) nannte und sie mit One (おね), Ne (祢/ね) oder Nei (寧) unterschrieb. Andere riefen sie bei ihrem Titel Kita no mandokoro (北政所), und nach ihrem Eintritt in den Nonnenstand nahm sie den Namen Kōdai-in an.
Toyotomi Hideyoshi heiratete die junge Kōdai-in im Jahr 1561. Toyotomi Hideyoshi, der aus dem Bauernstand kam, gewann durch die Heirat mit der Adligen erheblichen Einfluss, und einige seiner späteren Vasallen waren Verwandte von Kōdai-in. Obwohl ihre Ehe kinderlos blieb, blieben sie bis zu seinem Tod 1598 verheiratet. Wie damals üblich unterhielt Hideyoshi eine Vielzahl an Nebenfrauen und Konkubinen. Mit ihrer Heirat begleitete Kōdai-in seinen Aufstieg von einem Fußsoldaten Oda Nobunagas zum mächtigsten Mann Japans. Nach seinem Ableben wurde sie Nonne, stiftete den Tempel Kōdai-ji und entwickelte sich zu einer wichtigen Förderin der Künste. Sie lebte in Kyoto, wo sie 1624 starb.